# Jérémy Groleau
Jérémy Groleau, född 25 oktober 1999 i Kanada, är en kanadensisk ishockeyspelare som spelar för Färjestad BK i SHL.